# Arthroleptis nimbaensis
Espèce
Synonymes
- Schoutedenella nimbaensis (Angel, 1950)

Statut de conservation UICN

 DD  : Données insuffisantes
Arthroleptis nimbaensis est une espèce d'amphibiens de la famille des Arthroleptidae.

## Répartition
Cette espèce est endémique de Guinée. Elle se rencontre entre 650 et 1 250 m d'altitude sur le mont Nimba.
Sa présence est incertaine au Liberia et en Côte d'Ivoire.

## Étymologie
Son nom d'espèce, composé de nimba et du suffixe latin -ensis, « qui vit dans, qui habite », lui a été donné en référence au lieu de sa découverte.

## Publication originale
- Angel, 1950 : Arthroleptis crusculum et A. nimbaense. Batraciens nouveaux de Guinée française (matériaux de la mission Lamotte aux monts Nimba). Bulletin du Museum National d'Histoire Naturelle, ser. 2, vol. 22, p. 559-562.